# Amalopota septentrionalis
Amalopota septentrionalis är en insektsart som först beskrevs av Anufriev 1968.  Amalopota septentrionalis ingår i släktet Amalopota och familjen Derbidae. Inga underarter finns listade i Catalogue of Life.